# 放蕩息子 (バレエ)
『放蕩息子』（ほうとうむすこ、仏: Le Fils Prodigue ）は、バレエ・リュス（ロシア・バレエ団）による最後のバレエ作品、またセルゲイ・プロコフィエフによる同バレエのための音楽（作品46）および交響組曲（作品46bis）。その音楽の一部はプロコフィエフの『交響曲第4番』に転用されている。

## 成立の経過
バレエ・リュスの主宰者セルゲイ・ディアギレフから、誰でもが理解できる簡単なストーリーを考えるよう求められたボリス・コフノは、聖書（『ルカによる福音書』）に登場する放蕩息子の寓話を主題にすることを提案し、このアイデアが採用された。
1928年初秋に作曲を委嘱されたプロコフィエフは、11月には早くもスケッチを完成させ、冬にはオーケストレーションが行われた。あまりの仕上がりの早さにディアギレフは驚き、作品が大したものにならないのではないかと考えたが、できあがった音楽には満足した。
ディアギレフは美術をアンリ・マティスに依頼したが、劇場の仕事に幻滅していたマティスが断ったため、コフノは聖書をテーマとする作品で知られる画家ジョルジュ・ルオーに依頼することを提案した。ディアギレフは、当時のパリにおけるルオーの最大のコレクター福島繁太郎・福島慶子夫妻の家を訪れ、ルオーへの依頼を決定した。ルオーにとっては初めての劇場の仕事であったが、ディアギレフの再三の督促にもかかわらず作品に手をつけなかった。ある日、ディアギレフが激怒したところ、ルオーは一晩でデザインを仕上げてきたという。衣裳はルオーのデザインに基づき、ヴェーラ・スディキナ（後のストラヴィンスキー夫人）が担当した。

## 初演
1929年5月21日、サラ・ベルナール劇場におけるバレエ・リュスのパリ公演において、プロコフィエフ自身の指揮により初演された。タイトルロールを演じたセルジュ・リファールの感情表現は観客を熱狂させたが、プロコフィエフはジョージ・バランシンの振付が音楽に合わないとして不満をもらした。同年のベルリン公演、ロンドン公演でも上演されたが、シーズンオフとなった8月19日にディアギレフが病死し、そのままバレエ・リュスは解散した。
その後、1980年代にミハイル・バリシニコフの演技によって再評価され、熊川哲也などのダンサーたちに踊られ続けられている。

## あらすじ
台本を担当したコフノは、ストーリーをより単純にするために放蕩息子の兄のエピソードを割愛した。
- 第1幕：放蕩息子が父親と喧嘩をし、家を飛び出す。
- 第2幕：家を出た放蕩息子は自堕落な生活を送り、美女に誘惑されて金品を盗まれ、ついに身を持ち崩す。
- 第3幕：放蕩息子は愚行を悔みつつ家へ戻る。父親は疲れ切った彼を迎え、許す。

## バレエ音楽
以下の10曲から成る。演奏時間は約38分(ゲンナジー・ロジェストヴェンスキー 指揮 ソ連文化省交響楽団 演奏に拠る)。
1. 旅立ち
2. 友との出会い
3. 美しい乙女
4. 男たちの踊り
5. 放蕩息子と美しい乙女
6. 酒宴
7. 略奪
8. 自覚と悔恨
9. 略奪品の分配（間奏曲）
10. 息子の帰宅

1930年のボストン交響楽団創立50周年演奏会のために、指揮者セルゲイ・クーセヴィツキーから交響曲の作曲を委嘱されたプロコフィエフは、『放蕩息子』のバレエ音楽および、実際には使用しなかったスケッチなどを素材として4楽章からなる『交響曲第4番』（1929年 - 1930年）を作曲した。第1楽章はスケッチから、第2楽章は「息子の帰宅」、第3楽章は「美しい乙女」の音楽が使用されている。また、バレエ音楽に基づく5楽章からなる交響組曲も作られ、1931年3月7日、パリにおいてプロコフィエフ自身の指揮で初演された。